# Jacksonville Open
Il Jacksonville Open è stato un torneo di tennis facente parte del USLTA Indoor Circuit giocato nel 1972 a Jacksonville negli Stati Uniti su campi in sintetico indoor.

## Albo d'oro

### Singolare
| Anno | Vincitore     | Finalista      | Punteggio     |
| ---- | ------------- | -------------- | ------------- |
| 1969 | Pancho Guzman | Michael Belkin | 6–4, 6–2      |
| 1970 | Arthur Ashe   | Brian Fairlie  | 6–3, 4–6, 6–3 |
| 1971 | Tom Edlefsen  | Clark Graebner | 7–5, 4–6, 6–3 |
| 1972 | Jimmy Connors | Clark Graebner | 7–5, 6–4      |